# Radim Chytka
Radim Chytka (* 6. září 1959 Brno) je český politik a stavební inženýr, koncem 90. let 20. století a v první dekádě 21. století poslanec Poslanecké sněmovny za Moravskoslezský kraj a člen ODS.

## Vzdělání, profese a rodina
Odmaturoval na gymnáziu v Ostravě-Hrabůvce, poté nastoupil na Stavební fakultu ČVUT v Praze. Po absolvování vysoké školy pracoval jako samostatný projektant ve VOKD. Mezi lety 1994-1995 zasedal v dozorčí radě Ostravské obchodní společnosti, a.s. V letech 1995-1998 vykonával funkci generálního ředitele Sdružení pro obnovu a rozvoj severní Moravy a Slezska, na tuto funkci rezignoval po zvolení do PSP ČR.
Od roku 2014 je členem správní rady MOST Pro Tibet.
S manželkou Evou vychoval syna Davida.

## Politická kariéra
Byl členem Občanského fóra, poté vstoupil do ODS. V roce 1990 byl kooptován na funkci místopředsedy Obvodního národního výboru Ostravy I. V letech 1990-1994 zastával post starosty obvodu Moravská Ostrava a Přívoz. V komunálních volbách roku 1994 byl do zastupitelstva tohoto obvodu zvolen opětovně, za ODS.
V období 20. června 1998 – 3. června 2010 působil jako člen dolní komory českého parlamentu. Ve volbách 1998 se stal členem dolní komory českého parlamentu za tehdejší Severomoravský kraj, kde se angažoval v Rozpočtovém výboru a jako místopředseda Podvýboru pro kapitálové a finanční trhy. Ve volbách 2002 svůj mandát obhájil a věnoval se činnosti v Ústavně právním výboru. I ve volbách 2006 uspěl a opět působil v Ústavněprávním výboru a předsedal Finančnímu podvýboru. Ve volbách 2010 již znovu nekandidoval.